# Circus approximans
L'albanella australasiatica (Circus approximans Peale, 1849) è un uccello rapace della famiglia degli Accipitridi originario della regione australiana.

## Descrizione

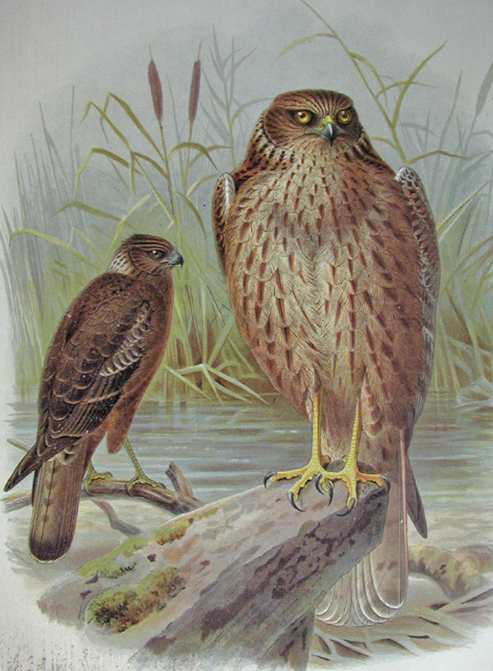
Tavola di J. G. Keulemans.

### Dimensioni
Misura 48-61 cm di lunghezza, per un peso di 392-740 g nel maschio e di 622-1080 g nella femmina; l'apertura alare è di 118-145 cm.

### Aspetto
Le femmine hanno dimensioni maggiori dei maschi. Gli adulti hanno la testa, le guance, il cappuccio e la nuca di colore grigio chiaro. Le parti superiori, fino alla coda presentano diverse tonalità di marrone. Tuttavia le scapolari e la mantellina mostrano una leggera sfumatura rosso-arancio. Le parti inferiori sono bianche con sottili strisce marroni disposte in ordine serrato e regolare. I calzari che ricoprono le cosce sono arancio o marrone chiaro. Le sotto-caudali sono grigie e leggermente barrate. L'iride e le zampe sono di colore giallo chiaro. I giovani del primo inverno hanno l'iride marrone e un piumaggio marrone scuro con un'evidente macchia bianca sulla nuca. Man mano che invecchiano, il colore delle loro iridi e del loro piumaggio diventa più chiaro. Alcuni vecchi esemplari sembrano perfino grigio-biancastri.

## Biologia

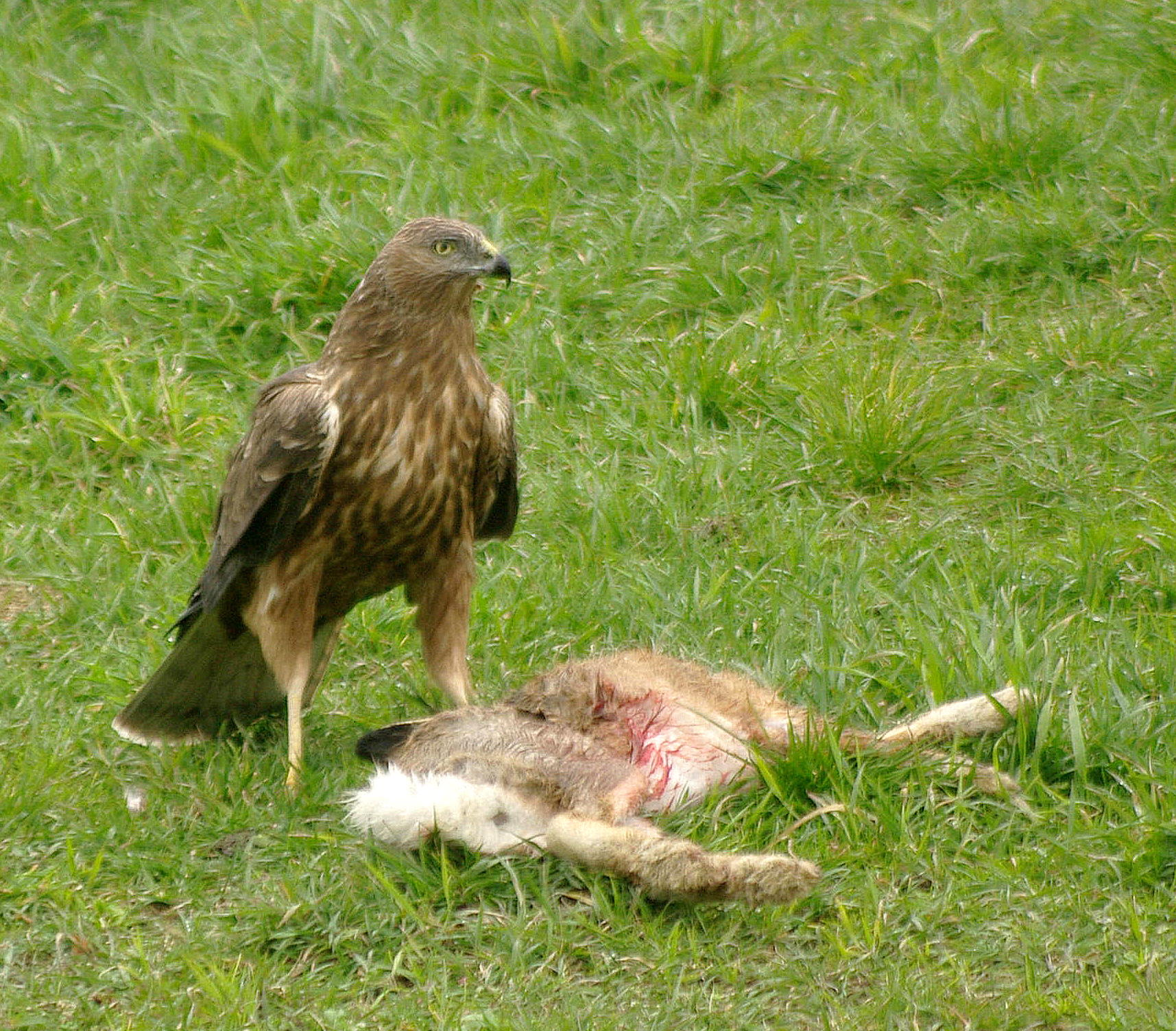
Femmina con un coniglio morto.

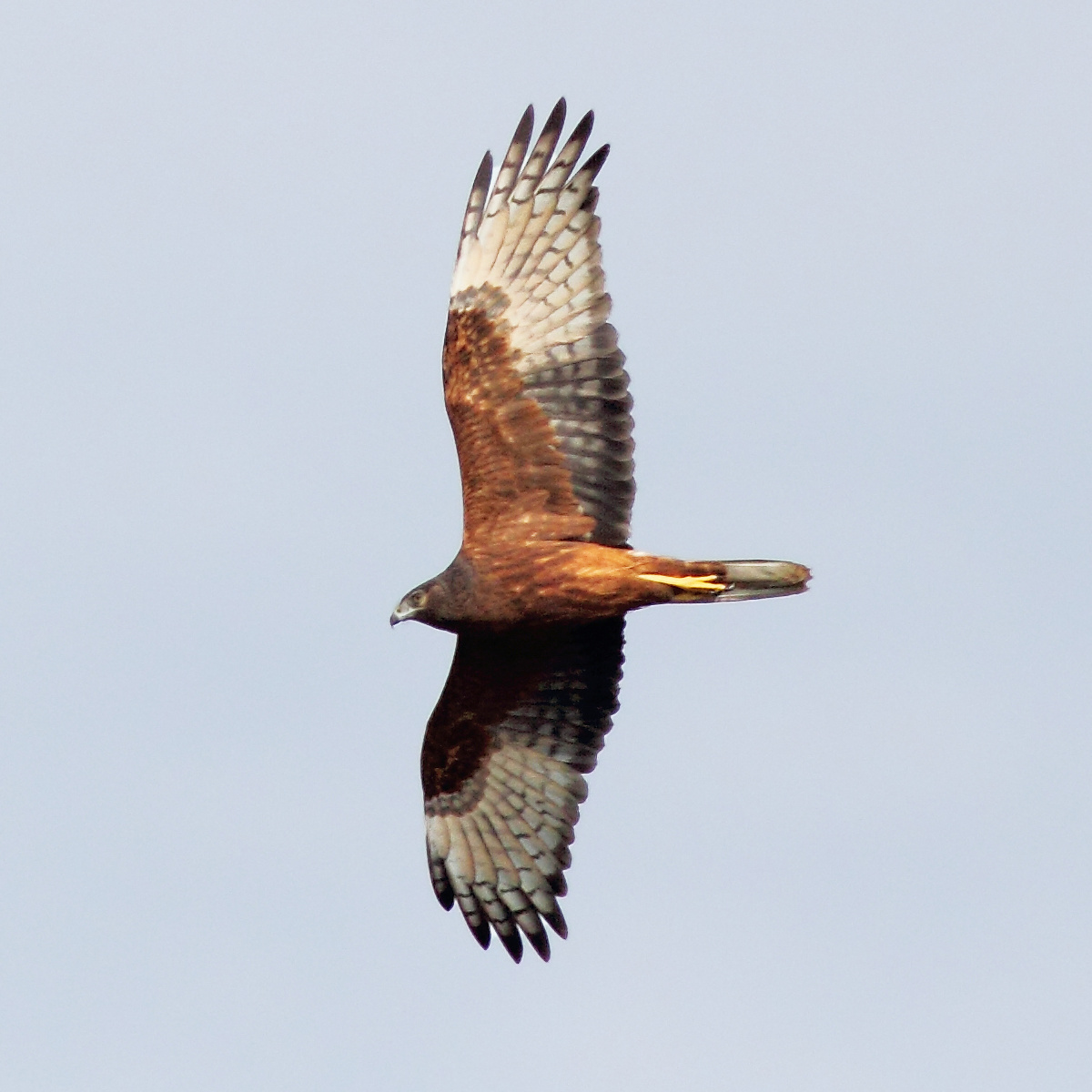
Un giovane in volo.

Sia d'inverno che d'estate, l'albanella australasiatica pattuglia le regioni in cui vive in cerca di cibo. Sorvola la campagna in ampi cerchi, adottando un volo regolare e allargando le ali per ore intere senza fatica apparente. Segue dolcemente le correnti, alternando planate e battiti d'ala mentre attraversa instancabilmente il terreno. Dà quasi l'impressione che non si curi affatto del mondo che la circonda, anche se viene frequentemente molestata da altre specie. In effetti, qualunque sia la stagione, periodo di nidificazione o meno, le gazze e le pavoncelle mascherate si mostrano aggressive nei suoi confronti, rendendole la vita difficile e facendola spesso tornare indietro o cambiare direzione.

### Alimentazione
Nonostante catturi generalmente le sue prede sul terreno, su alcune isole questo rapace sembra anche aver sviluppato abilità speciali per catturare gli uccelli appollaiati sulle cime degli alberi e talvolta anche in volo. In Nuova Zelanda, durante le sue incursioni, l'albanella australasiatica attacca soprattutto gli uccelli acquatici che nidificano nel suo territorio: sono generalmente i giovani polli sultani e gli anatroccoli a pagare un prezzo elevato. Anche i tacchini selvatici cadono spesso vittima delle sue spedizioni. Infatti questo rapace ama molto le loro uova, specialmente quando sono vicine alla schiusa. Tuttavia, la maggior parte della sua dieta è costituita da carogne, come carcasse di pecore o altri animali morti. Frequenta i bordi delle vie di circolazione ed è molto attento nel localizzare gli animali colpiti dai veicoli e le vittime degli incidenti stradali, come piccoli marsupiali, conigli, lepri o ricci.

### Riproduzione
La lunga stagione di riproduzione comincia nel mese di giugno, quando le coppie si alzano insieme in volo per impedire agli intrusi di accedere al loro territorio. Durante le calde giornate da luglio a ottobre, i due partner eseguono dei voli di parata durante i quali si impegnano in picchiate e acrobazie varie accompagnando le loro prestazioni con potenti grida. A partire dal mese di settembre, le femmine iniziano a dedicarsi alla costruzione del nido. Questo è costituito generalmente da una piattaforma bassa la cui struttura principale è costituita da felci, da manuka, da giunchi di palude e da steli di lino sormontati da paglia, piante leguminose, foglie ed erba. Questo nido può essere situato in un'ampia varietà di luoghi: su un terreno paludoso, in una zona umida coperta di giunchi, una brughiera di felci, una distesa erbosa, una piantagione di giovani pini o il lato di una strada. Solo molto raramente viene posizionato alla biforcazione di un albero e la coppia riutilizza lo stesso sito anno dopo anno.
La femmina si dedica da sola alla cova delle 1-7 uova mentre il maschio si occupa di fornirle il nutrimento durante il periodo di incubazione, che dura da 31 a 34 giorni. È sempre la femmina che si prende cura di nutrire i giovani con le prede che il partner le riporta. Quando i giovani sono più grandi, i due adulti cacciano insieme e nel caso la femmina sia assente, il maschio si accontenta di lasciar cadere il cibo nel nido, ma in nessun caso si occupa della loro alimentazione. Dopo due o tre settimane, le giovani albanelle si arrampicano sul bordo del nido e si sparpagliano tra la vegetazione circostante. Si involano per la prima volta solo dopo 45 giorni, ma rimangono ancora nelle vicinanze continuando a reclamare e a lanciare grida fino a quando uno dei due adulti non depone il cibo che porta con sé.

## Distribuzione e habitat
L'albanella australasiatica è una specialista delle zone ricoperte da paesaggi aperti e da aree scarsamente alberate, dal livello del mare fino a 1200 metri di altitudine. In Australia, l'albanella australasiatica è confinata nelle zone umide (sia d'acqua dolce che salata) e si incontra comunemente nelle paludi con vegetazione alta o bassa. In Nuova Zelanda, si trova in aree coltivate, nelle distese erbose, sugli altopiani e nelle vallate boscose. Questo rapace diurno è endemico delle isole dell'oceano Pacifico occidentale: Nuova Guinea, Australia, Nuova Zelanda e isole vicine, come Lord Howe, Macquarie, le Kermadec, ecc., ma è presente anche nelle Figi, in Nuova Caledonia e nelle Vanuatu.